# دائن ثانوي
دائن ثانوي (بالإنجليزية: secondary creditor ) هو دائن يجيئ حقه في المطالبة بالدين بعد حق الدائن المميز. وهكذا في حال وجود دائنين متميزين ، يكون جميع الدائنين الآخرين دائنين ثانويين بالنسبة إلى حقوقهم تجاه المدين المفلس.

## اقرأ أيضاً
- دائن مميز
- دين سائر
- كمبيالة مضمونة
- سند ضمان
- سند الدخل
- تقدير السند
- وسيط سندات
- التزام قانوني
- مردود الاستثمار
- الحد الأدنى للعائد